# Phyllomys kerri
Phyllomys kerri là một loài động vật có vú trong họ Echimyidae, bộ Gặm nhấm. Loài này được Moojen mô tả năm 1950.